# Cala en Brut
Cala en Brut este o arie protejată (arie specială de conservare — SAC, sit de importanță comunitară — SCI) din Spania întinsă pe o suprafață de 39,19 ha, integral marine.

## Localizare
Centrul sitului Cala en Brut este situat la coordonatele 40°00′21″N 4°12′58″E / 40.0059°N 4.2161°E.

## Înființare
Situl Cala en Brut a fost declarat sit de importanță comunitară în aprilie 2004 pentru a proteja 3 specii de animale. Situl a fost protejat și ca arie specială de conservare în august 2021.

## Biodiversitate
Situată în ecoregiunile marină mediteraneană și mediteraneană, aria protejată conține 1 habitat natural: Straturi cu Posidonia (Posidonion oceanicae).
La baza desemnării sitului se află mai multe specii protejate de  păsări (3): egretă mică (Egretta garzetta), Larus genei, fluierar de mlaștină (Tringa glareola).